# Ченкуль
Ченкуль — небольшой остров в Восточно-Сибирском море.
Расположен близ северного берега острова Айон и отделён от него мелководным Ченкульским проливом.
Административно относится к Чаунскому району Чукотского АО России.
Название в переводе с чукот. Чинкуул — «выплюнутый из глубокой реки».
Через остров пролегает ледовая автодорога Певек—Айон. Ченкуль необитаем, но на его восточной оконечности имеется охотничий дом.
В центре острова установлен навигационный маяк.